# Famille de Méan de Beaurieux
La famille de Méan est une famille originaire de Liège, anoblie le 27 mars 1648 par lettres de l'empereur Ferdinand III de Habsbourg. Elle a formé deux branches, la branche ainée de Beaurieux et la branche cadette de Pailhe.
Cette famille, éteinte à la fin du XIXe siècle, donna plusieurs bourgmestres et échevins de Liège, et fut notamment illustrée par Charles de Méan (1604-1674), célèbre jurisconsulte de la principauté de Liège, et François-Antoine de Méan de Beaurieux (1756-1831), dernier prince-évêque de Liège de 1792 à 1794.
Elle fut titrée baron du Saint-Empire en 1694 et comte du Saint-Empire en 1794.

## Histoire
La famille de Méan est originaire de Liège où vivait en 1468 Jean de Méan, qui après la désolation de la ville par le duc de Bourgogne, se retira à Herstal, près de Liège.
Jean de Méan, descendant du précédent, eut deux fils : Pierre, auteur de la branche de Méan de Beaurieux, et Jean, auteur de la branche de Méan de Pailhe.
En 1866 dans le Complément au Nobiliaire des Pays-Bas et du comté de  Bourgogne, le baron de Herckenrode écrit que la famille de Méan, qui était « une des plus illustres du pays de Liège, y a fourni un grand nombre de bourgmestres et d'échevins et des conseillers du conseil ordinaire et du conseil privé ».
La famille de Méan fut anoblie en 1648 par le Saint-Empire en la personne de Charles de Méan qui reçut des lettres d'anoblissement de l'empereur Léopold en date du 27 mars 1648.
La famille de Méan de Beaurieux s'est éteinte en ligne masculine en 1876.

## Personnalités

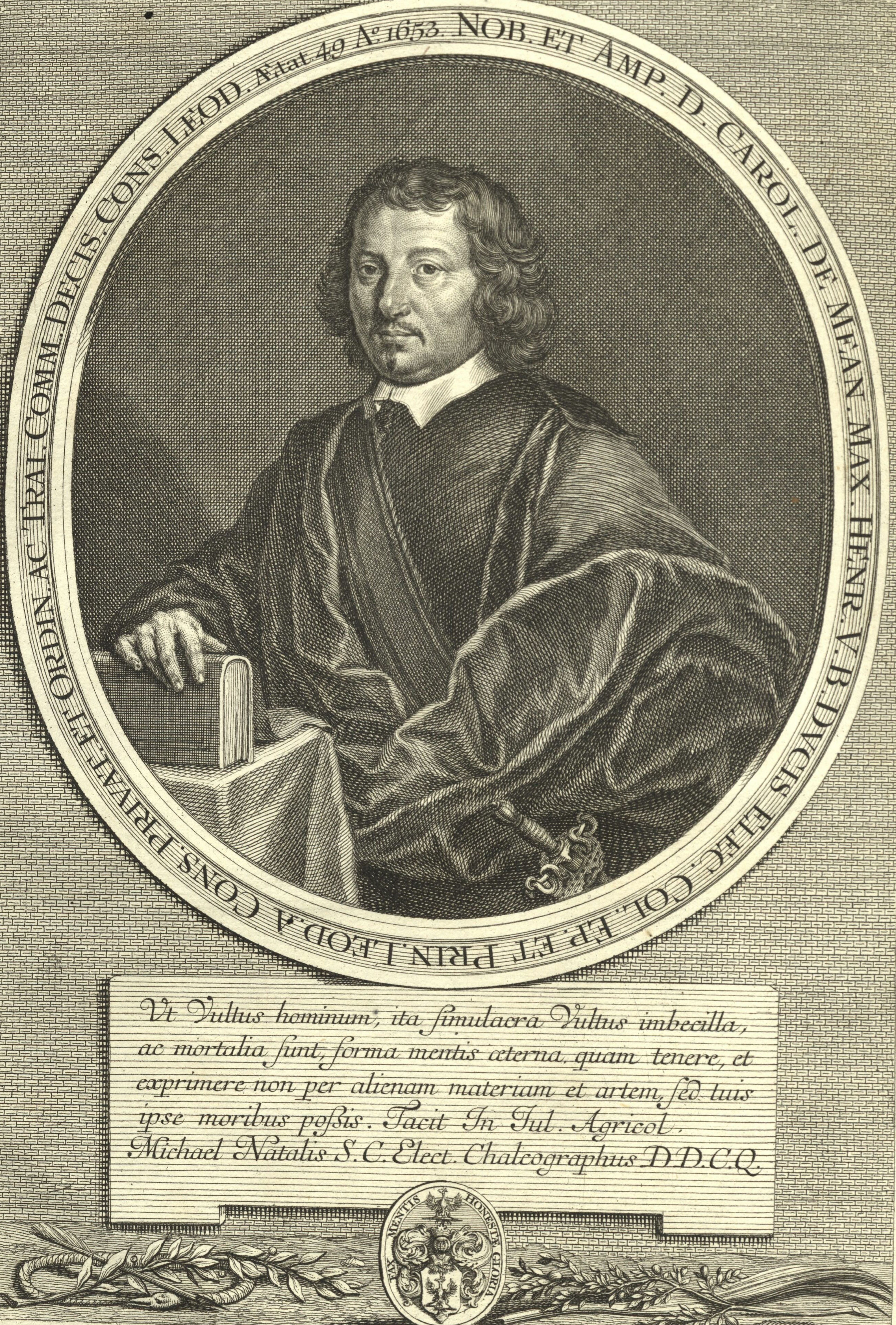
Charles-Louis de Méan (1604-1674)

- Charles-Louis de Méan, seigneur d'Atrin (1604-1674), bourgmestre de Liège en 1641, seigneur du conseil ordinaire, commissaire décideur du prince de Liège à Maastricht, il fut l'un des jurisconsultes les plus érudits et les plus estimés de son temps[6].
- Jean-Ferdinand de Méan de Beaurieux (1647-1709), baron du Saint-Empire, né à Liège et décédé à Coudroy. Doyen de Liège et du chapitre de Saint-Servais de Maastricht et membre du Conseil secret du prince-évêque de Liège. Après avoir étudié à l'université de Louvain et obtenu sa licence en droit à Reims, il devint, à l'âge de 25 ans, chanoine de la basilique Notre-Dame de Tongres à Tongres. Quatre ans plus tard, il devint chanoine du chapitre de la cathédrale Saint-Paul de Liège. Il y fait une carrière rapide : en 1682, il devint érudit (à la tête de l'école du chapitre). De 1688 à 1701, il joua un rôle important sur la scène politique liégeoise, manifestant un esprit anti-français et pro-autrichien. Pendant l'épiscopat de Jean-Louis d'Elderen prince-évêque de Liège, il amena les États de Liège à déclarer la guerre à la France. Lorsque les Français occupèrent Liège en 1701, il fut expulsé de son domicile le 1er décembre de la même année, transféré dans la citadelle de Liège puis transféré à Avignon. Plus tard, il fut autorisé à rentrer à Namur dans des conditions strictes, où il a été accueilli par l'évêque de Namur. En 1706, il est nommé prévôt de Saint-Servais et nomma alors son cousin Laurent-Dieudonné de Méan de Beaurieux vice-prévôt. Libéré en 1709 mais malade, il mourut peu après au château d'Atrin et fut enterré dans le chœur de la cathédrale Saint-Lambert de Liège, à côté de la tombe de son oncle Laurent de Méan de Beaurieux.

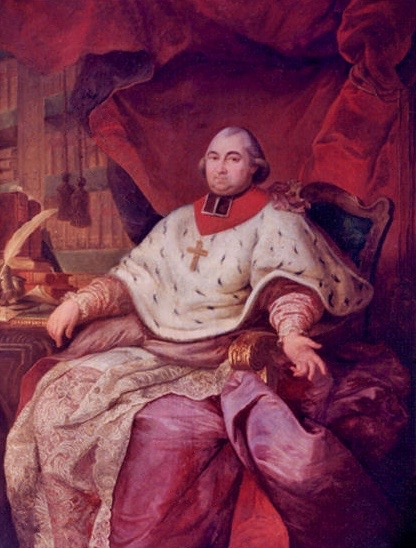
François-Antoine de Méan de Beaurieux (1756-1831), prince-évêque de Liège de 1792 à 1794

- François-Antoine de Méan de Beaurieux (1756-1831), dernier prince-évêque de Liège de 1792 à 1794 puis archevêque de Malines de 1817 à sa mort.
- César-Constantin de Méan de Beaurieux, comte du Saint-Empire. Né à Liège le 10 avril 1759 et décédé à Malines le 19 juillet 1833. Frère cadet de François-Antoine de Méan de Beaurieux, prince-évêque de Liège de 1792 à 1794, il fut chancelier du prince-évêque de Liège, chanoine du chapitre de la cathédrale Notre-Dame-et-Saint-Lambert et prévôt de l'église Saint-Jacques-le-Mineur de Liège. Après la révolution liégeoise de 1794, il perd son emploi et poursuit sa carrière politique au royaume uni des Pays-Bas dont il fut membre de la Commission constitutionnelle du 22 avril 1815 au 13 juillet 1815. Il fut également membre des États provinciaux de Liège et chambellan du roi jusqu'en 1830. Pendant la révolution belge, il se rangea aux côtés des insurgés belges avec son frère, qui était alors archevêque de Malines.
- François-Eugène de Méan de Beaurieux, comte du Saint-Empire. Né à Liège le 9 février 1789 et décédé à Liège le 7 avril 1876. Durant sa jeunesse, il fit partie de la garde d'honneur de l'empereur Napoléon Ier. Il fut ensuite chambellan du roi Guillaume Ier des Pays-Bas. Il fut confirmé dans la noblesse du royaume uni des Pays-Bas en 1816 avec le titre de comte. En 1830, il était membre adjoint du Congrès national, mais n'a pas été appelé à siéger. En 1831, il est élu sénateur catholique de l'arrondissement de Liège et exerce ce mandat jusqu'en 1835. Il fut également conseiller provincial de Liège de 1838 à 1848.

## Généalogie
- Charles de Méan (1604-1674) ∞ Jeanne van der Heyden de Blisia
  - Pierre de Méan (1634-1709), baron du Saint-Empire  ∞ Marie-Catherine de Hodeige
    - Pierre-Guillaume de Méan, baron du Saint-Empire (sans alliance)
    - Laurent-Dieudonné de Méan, baron du Saint-Empire (sans alliance)
    - Charles de Méan (1664-1698), baron du Saint-Empire  ∞ Dorothée de Hinnisdael
      - Pierre de Méan de Beaurieux (1691-1757), comte du Saint-Empire ∞ Hélène-Jeanne de Waha
        - Dorothée de Méan de Beaurieux (1719-1766), comtesse du Saint-Empire ∞ Antoine-Ulrich de Lamberts de Cortenbach
        - François-Lamberts de Méan de Beaurieux (1720-1749), comte du Saint-Empire (sans alliance)
        - Pierre-Guillaume de Méan de Beaurieux, comte du Saint-Empire ∞  Marie-Elisabeth de Hoensbroeck
          - Pierre-Charles de Méan de Beaurieux (1753-1802) comte du Saint-Empire  ∞ Maria-Aloyse von Würben und Freudenthal
            - Constance-Thérèse de Méan de Beaurieux (1785-1846), comtesse du Saint-Empire  ∞ François-Joseph de Stockhem
            - Constantin-François de Méan de Beaurieux (1787-1822) comte du Saint-Empire (sans alliance)
            - François-Eugène de Méan de Beaurieux (1789-1876) comte du Saint-Empire (sans alliance)
            - Françoise-Aloïse de Méan de Beaurieux (1792-1869), comtesse du Saint-Empire ∞ Constantin-François de Copis

          - François-Antoine de Méan de Beaurieux (1756-1831) prince-évêque de Liège (1792-1794)
          - César-Constantin de Méan de Beaurieux (1759-1833), comte du Saint-Empire

        - François-Antoine de Méan de Beaurieux, comte du Saint-Empire (sans alliance)
        - Jean-Ferdinand de Méan de Beaurieux (1730-1768), comte du Saint-Empire (sans alliance)
        - Marie-Hélène de Méan de Beaurieux (1731-1756), comtesse du Saint-Empire

    - Isabelle de Méan, baronne du Saint-Empire ∞ Laurent-Conrad de Méan, baron du Saint-Empire
      - Jean-Ferdinand de Méan (1691-1752), baron du Saint-Empire  ∞ Ide de Goër de Herve
        - Anne-Marie de Méan, baronne du Saint-Empire  ∞ Jacques-Ignace de Liedekerke

  - Jean-Ernest de Méan (1641-1719), baron du Saint-Empire (sans alliance)
  - Guillaume de Méan (?-1695), baron du Saint-Empire (sans alliance)
  - Laurent de Méan (?-1715), baron du Saint-Empire (sans alliance)
  - Jean-Ferdinand de Méan (1641-1719), baron du Saint-Empire (sans alliance)

## Armes
- D'argent à l'arbre au naturel, chargé de fruits, posé sur un tertre de sinople; à l'aigle éployée de sable, becquée et membrée de gueules et couronnée d'or, tenant dans ses serres une tringle d'or, brochant sur le fût de l'arbre[7].
- Support : Deux griffons d'or, armés et lampassés de gueules, tenant chacun une bannière de sable chargée des lettres LIL d'or, surmontées de la couronne impériale.
L'écu est sommé de l'aigle, du champ passée dans une couronne à cinq fleurons, laquelle est posée sur un manteau d'azur, doublé d'or.

## Titres
- Baron du Saint-Empire (pour les cinq fils de Charles de Méan) avec autorisation d'ajouter dans les armes l'aigle d'empire par diplôme de l'empereur Léopold du 3 novembre 1694[8],[9]
- Comte du Saint-Empire par l'empereur  François II en 1794 en vertu du diplôme de comte accordé par le vicaire de l'empire le 10 septembre 1745[10],[9].
- François-Antoine de Méan de Beaurieux fut déclaré prince-archiduc de Liège par lettres du 16 juillet 1794 de l'empereur François II, en vertu de sa nomination de prince-évêque de liège, duc de Bouillon etc.[9]. Il fut reconnu comte et prince de Méan par disposition royale du 22 avril 1829 du roi Guillaume Ier des Pays-Bas[8].

## Seigneuries
La famille de Méan posséda les seigneuries d'Atrin, de Cornesse, Drolinvaux, de Beaurieux, de Gutschoven, de Sacre, de Pailhe, de La Jonchière, de Xhos, de Landenne, de Clavier, de Borsu, d'Hoyoux, de Nandrin, de Crossée, d'Outrelouxhe, de Tihange, de Lixhe, de Beusdael, de Grand-Axhe, d'Oleye, de Seilles, etc.

## Châteaux
La famille de Méan a possédé les châteaux de Méan à Saive, de Pailhe, d'Atrin, de Beusdael, de Schoonbeek, de Joncière, de Boler, de Loën, de Landenne, de Xhos.

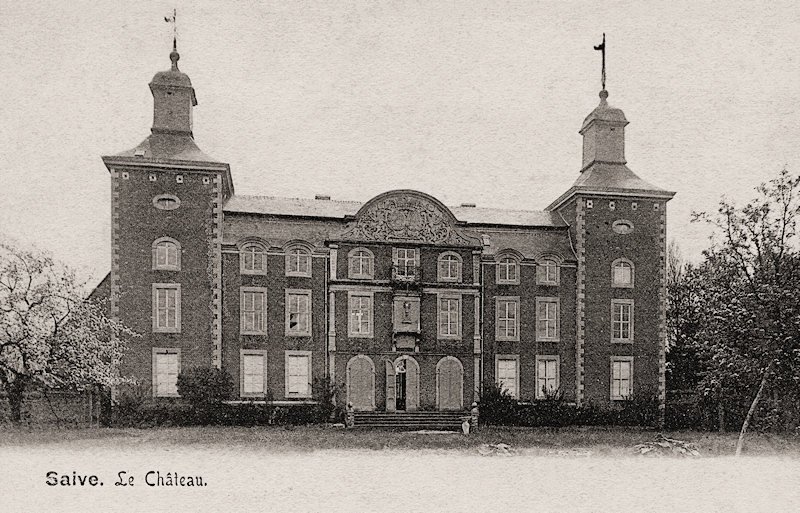
Château de Méan(Saive, Belgique)
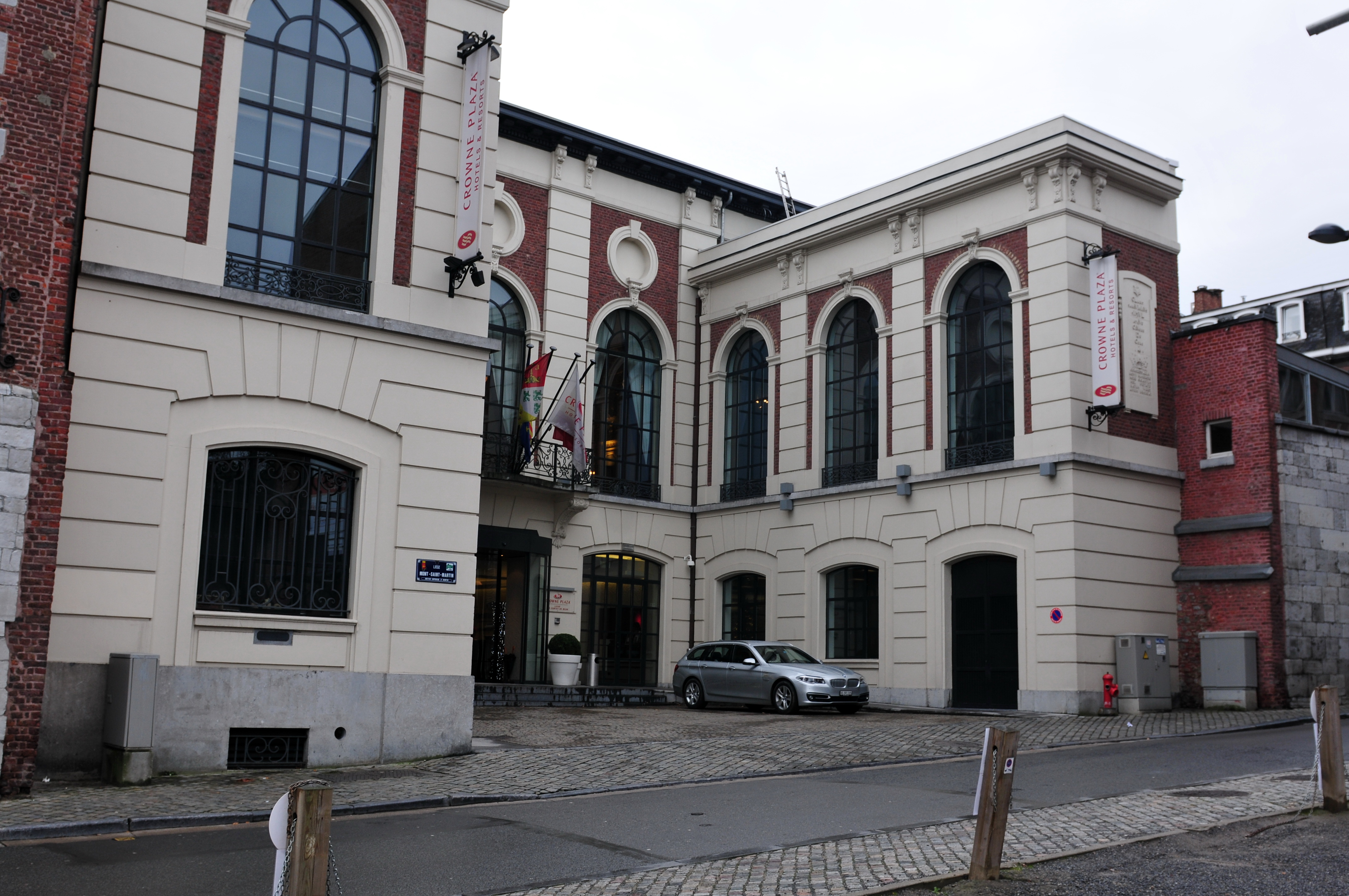
Hôtel de Méan(Liège, Belgique)
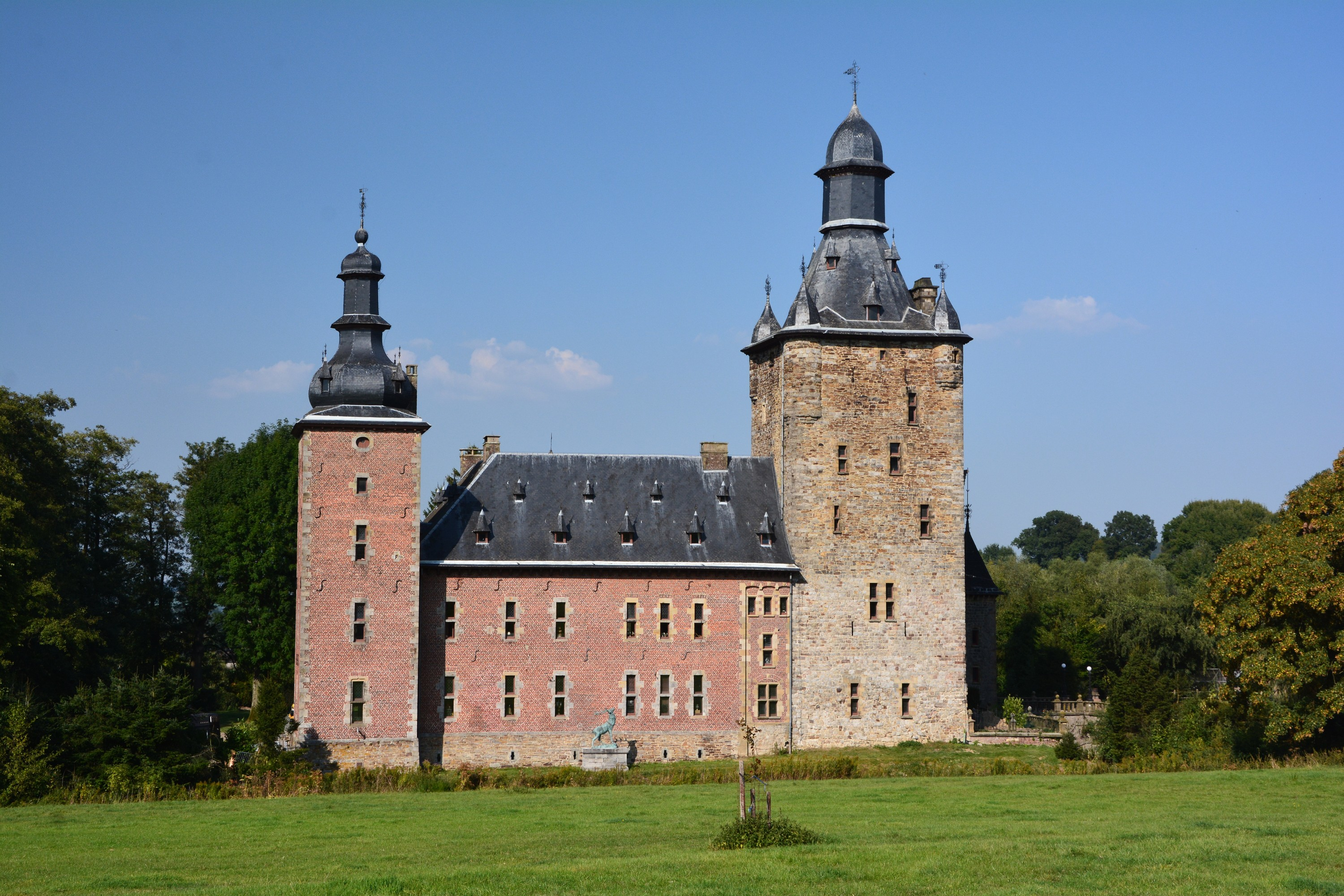
Château de Beusdael(Sippenaeken, Belgique)
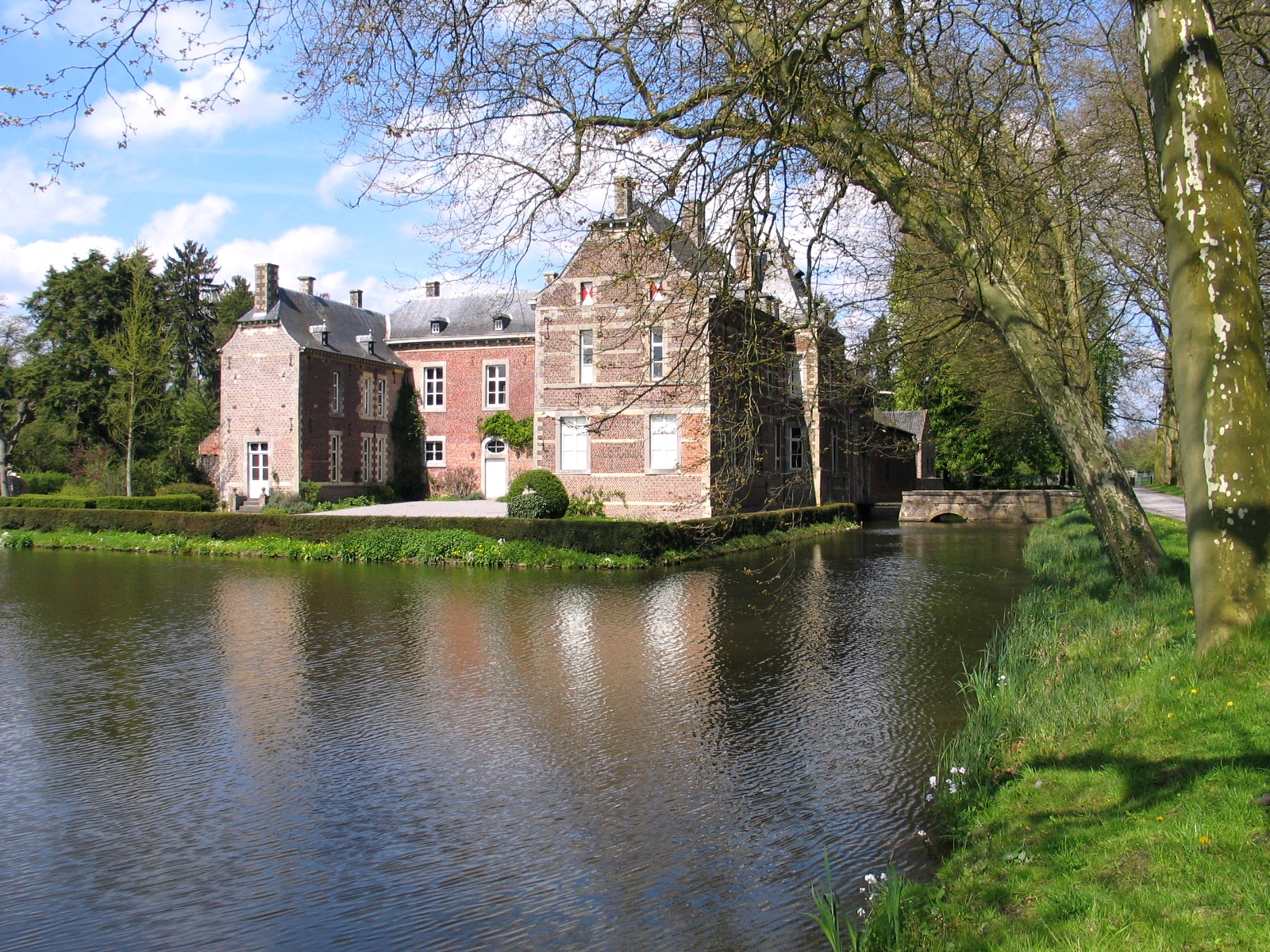
Château de Schoonbeek(Beverst, Belgique)

## Alliances
La famille de Méan s'est alliée entre autres aux familles : del Trappe, de Lange, Le Berlier, de Lacu, de Gherincx, van der Heyden, de Hodeige, de Hinnisdael, de Whaha, Van Hoensbroeck, de Goër de Herve, de Lamberts de Cortenbach, von Würben, de Copis, etc.